# Vijeo Look
Vijeo Look es un software de la compañía Schneider Electric que permite la realización de sistemas SCADA de poca complejidad (hasta 1024 entradas/salidas según versión) los cuales se usan para supervisar y controlar autómatas programables.
Este software permite crear unas pantallas, llamadas sinópticos, donde se representa el proceso de producción. La visualización de los cambios del proceso se produce en tiempo real. Permite además el control de los autómatas mediante el acceso a sus variables internas. También se pueden gestionar las alarmas y crear bases de datos de eventos. La comunicación con los autómatas se realiza mediante el OPC Factory Server, incluido en el software suministrado.
Para mejorar el diseño de los sinópticos se ofrece la opción de insertar componentes activeX y objetos Java Bean así como la programación en Visual Basic.